# Nedlloyd Bangkok (schip, 1978)

Algemeen plan van de Nedlloyd Bangkok (1)

De Nedlloyd Bangkok was een vrachtschip van Nedlloyd dat in 1978 gebouwd werd door Van der Giessen-de Noord. Het schip werd opgeleverd met een Sulzer 7RND76M dieselmotor met 16.800 pk die het een vaart gaf van zo'n 18 knopen, terwijl het 676 TEU kon vervoeren. Het was het zusterschip van de Nedlloyd Bahrain, Nedlloyd Baltimore en Nedlloyd Barcelona.
In 1992 werd het schip verkocht aan Berio Shipping onder beheer van Alfred C. Toepfer en werd de naam Joseph Lykes. In 1994 werd de naam Columbine. In 2001 werd Elgina Marine Company de eigenaar met het beheer bij Cyprus Maritime Company onder de naam Columbine Express en in 2003 Delmas Acacia. In 2005 werd Elgina Marine Company de eigenaar en werd de naam BSLE Energy.

Algemeen plan van de Nedlloyd Bangkok (2)

Algemeen plan van de Nedlloyd Bangkok (3)

In februari 2010 arriveerde het schip in Alang waar het werd gesloopt.